# Sri-lankische Cricket-Nationalmannschaft in Neuseeland in der Saison 2000/01
Die Tour der sri-lankischen Cricket-Nationalmannschaft nach Neuseeland in der Saison 2000/01 fand vom 28. Januar bis zum 11. Februar 2001 statt. Die internationale Cricket-Tour war Teil der internationalen Cricket-Saison 2000/01 und umfasste fünf ODIs. Sri Lanka gewann die ODI-Serie 4-1.

## Vorgeschichte
Neuseeland bestritt zuvor eine Tour gegen Simbabwe, Sri Lanka eine Tour in Südafrika.
Das letzte Aufeinandertreffen der beiden Mannschaften bei einer Tour fand in der Saison 1998 in Sri Lanka statt.

## Stadien
Für die Tour wurden folgende Stadien als Austragungsorte vorgesehen und am 15. September 2000 bekanntgegeben.
| Stadion                     | Stadt        | Kapazität | Spiele |
| --------------------------- | ------------ | --------- | ------ |
| Eden Park                   | Auckland     | 50.000    | 3. ODI |
| AMI Stadium                 | Christchurch | 38.628    | 5. ODI |
| Seddon Park                 | Hamilton     | 10.000    | 4. ODI |
| McLean Park                 | Napier       | 22.500    | 1. ODI |
| Wellington Regional Stadium | Wellington   | 34.500    | 2. ODI |

## Kader
Sri Lanka bekannte seinen Kader am 17. Januar 2001.
Neuseeland benannte seinen Kader am 24. Januar 2001.
| ODI | ODI |
| Neuseeland | Sri Lanka |
| --- | --- |
| - Stephen Fleming (K) - Nathan Astle - James Franklin - Chris Harris - Craig McMillan - Chris Martin - Jacob Oram - Adam Parore (wk) - Andrew Penn - Mathew Sinclair - Craig Spearman - Daryl Tuffey - Roger Twose - Daniel Vettori - Lou Vincent | - Sanath Jayasuriya (K) - Russel Arnold - Marvan Atapattu - Aravinda de Silva - Kumar Dharmasena - Dilhara Fernando - Indika Gallage - Mahela Jayawardene - Romesh Kaluwitharana - Muttiah Muralitharan - Kumar Sangakkara (wk) - Eric Upashantha - Chaminda Vaas - Nuwan Zoysa |

## Tour Match
| 28. Januar Scorecard | New Plymouth | North Island Selection XI 276-8 (50)          | – | Sri Lankans 248 (46.4) |
|                      |              | North Island Selection XI gewinnt mit 28 Runs |   |                        |

## One-Day Internationals

### Erstes ODI in Napier
| 31. Januar Scorecard | Napier | Sri Lanka 213-8 (50)          | – | Neuseeland 152 (42.5) |
|                      |        | Sri Lanka gewinnt mit 61 Runs |   |                       |

### Zweites ODI in Wellington
| 3. Februar Scorecard | Wellington | Neuseeland 205-8 (50)           | – | Sri Lanka 209-7 (48.3) |
|                      |            | Sri Lanka gewinnt mit 3 Wickets |   |                        |

### Drittes ODI in Auckland
| 6. Februar Scorecard | Auckland | Neuseeland 181 (45.4)           | – | Sri Lanka 182-1 (29.5) |
|                      |          | Sri Lanka gewinnt mit 9 Wickets |   |                        |

### Viertes ODI in Hamilton
| 8. Februar Scorecard | Hamilton | Neuseeland 182-9 (35/35)                  | – | Sri Lanka 155-5 (31/31) |
|                      |          | Sri Lanka gewinnt mit 3 Runs (D/L method) |   |                         |

### Fünftes ODI in Christchurch
| 11. Februar Scorecard | Christchurch | Neuseeland 282-6 (50)          | – | Sri Lanka 269 (49.2) |
|                       |              | Neuseeland gewinnt mit 13 Runs |   |                      |

## Statistiken
Die folgenden Cricketstatistiken wurden bei dieser Tour erzielt.
| ODIs                 | ODIs       | ODIs    | ODIs    | ODIs    | ODIs    | ODIs    | ODIs    | ODIs    |
| Batting              | Batting    | Batting | Batting | Batting | Batting | Batting | Batting | Batting |
| Spieler              | Mannschaft | Spiele  | Innings | Runs    | Average | HS      | 100s    | 50s     |
| -------------------- | ---------- | ------- | ------- | ------- | ------- | ------- | ------- | ------- |
| Sanath Jayasuriya    | Sri Lanka  | 5       | 5       | 200     | 40,00   | 103     | 1       | 1       |
| Russel Arnold        | Sri Lanka  | 5       | 4       | 179     | 59,66   | 78*     | 0       | 3       |
| Marvan Atapattu      | Sri Lanka  | 4       | 4       | 169     | 56,33   | 76      | 0       | 2       |
| Chris Harris         | Neuseeland | 5       | 5       | 168     | 56,00   | 56      | 0       | 2       |
| Craig McMillan       | Neuseeland | 5       | 5       | 140     | 28,00   | 61      | 0       | 1       |
| Bowling              |            |         |         |         |         |         |         |         |
| Spieler              | Mannschaft | Spiele  | Overs   | Wickets | Average | BBI     | 5W      | 10W     |
| Muttiah Muralitharan | Sri Lanka  | 5       | 44.5    | 10      | 17,80   | 5/30    | 1       | 0       |
| Nuwan Zoysa          | Sri Lanka  | 5       | 37      | 8       | 16,00   | 4/28    | 0       | 0       |
| Kumar Dharmasena     | Sri Lanka  | 5       | 42      | 5       | 31,20   | 3/33    | 0       | 0       |
| Dilhara Fernando     | Sri Lanka  | 5       | 33.4    | 5       | 39,00   | 2/33    | 0       | 0       |
| Eric Upashantha      | Sri Lanka  | 2       | 13      | 4       | 16,75   | 4/37    | 0       | 0       |
| Daryl Tuffey         | Neuseeland | 2       | 17      | 4       | 21,75   | 2/36    | 0       | 0       |
| Chris Martin         | Neuseeland | 4       | 30      | 4       | 37,50   | 2/56    | 0       | 0       |
| James Franklin       | Neuseeland | 4       | 31      | 4       | 39,25   | 3/44    | 0       | 0       |
| Daniel Vettori       | Neuseeland | 5       | 43      | 4       | 46,00   | 3/21    | 0       | 0       |

## Player of the Match
Als Player of the Match wurden die folgenden Spieler ausgezeichnet.
| Spiel  | Player of the Match  |
| ------ | -------------------- |
| 1. ODI | Muttiah Muralitharan |
| 2. ODI | Russel Arnold        |
| 3. ODI | Sanath Jayasuriya    |
| 4. ODI | Sanath Jayasuriya    |
| 5. ODI | Jacob Oram           |